# Julian Goldsmith
Julian Royce Goldsmith (1918–1999) est un minéralogiste et géochimiste de l'Université de Chicago. 

## Biographie
Goldsmith, avec son collègue Fritz Laves, définit d'abord le polymorphisme cristallographique du feldspath alcalin (Newton, 1989). Goldsmith expérimente la dépendance à la température de la solution solide entre la calcite et la dolomite (Newton, 1989). Les recherches de Goldsmith l'amènent également à expérimenter la détermination de la stabilité des états structuraux intermédiaires de l'albite (Newton, 1989). Pour ses contributions exceptionnelles à l'étude de la minéralogie et de la géochimie, Goldsmith reçoit la médaille Roebling de la Mineralogical Society of America en 1988 (Newton, 1989). La julgoldite minérale porte son nom.